# Кристофер Рич (глумац)
Кристофер Рич Вилсон (енгл. Christopher Rich Wilson; Далас, Тексас, САД, 16. септембар 1953) је амерички глумац. Познат је по улогама Милера Редфилда (енгл. Miller Redfield) у ТВ серији „Murphy Brown“ и Брока Харта (енгл. Brock Hart) у ТВ серији „Риба“.